# Chip Knight
Howard „Chip“ Knight (* 11. Januar 1975 in Stamford, Connecticut) ist ein ehemaliger US-amerikanischer Skirennläufer. Der Slalomspezialist nahm an je drei Olympischen Spielen und Weltmeisterschaften teil, erreichte drei Top-10-Ergebnisse im Weltcup, gewann in der Saison 2001/2002 die Gesamtwertung des Nor-Am Cups und wurde 1993 Junioren-Weltmeister sowie 1996 US-amerikanischer Meister im Slalom.

## Biografie
Chip Knight wuchs in New Canaan im US-Bundesstaat Connecticut auf und begann im Alter von sieben Jahren am fünf Autostunden entfernten Mount Mansfield bei Stowe in Vermont mit regelmäßigem Skitraining. Um seine sportliche Ausbildung weiter zu forcieren, besuchte er die Burke Mountain Academy in Burke, Vermont. Ab 1995 war er Student am Williams College in Williamstown, Massachusetts.
Nach Erfolgen bei Juniorenweltmeisterschaften (Sieg im Slalom 1993, zweiter Platz 1994) wurde Knight in das Team des US-Skiverbandes aufgenommen. Durch gute Leistungen im Nor-Am Cup (Slalom-Gesamtsieg in der Saison 1995/96) erhielt er einen Startplatz bei den Weltmeisterschaften 1996 in der Sierra Nevada, wo er jedoch im ersten Slalomdurchgang ausfiel. Im März 1996 wurde er US-amerikanischer Meister im Slalom. Im Weltcup gewann Knight erstmals zu Beginn der Saison 1996/97 Punkte, als er im Slalom von Breckenridge den 24. Platz belegte. Im Januar 1997 erreichte er neben zwei 25. Plätzen in Chamonix und Kitzbühel den 14. Rang im Slalom von Wengen, der für längere Zeit sein bestes Weltcupergebnis blieb. Bei den Weltmeisterschaften 1997 in Sestriere schied er wie im Vorjahr im ersten Slalomdurchgang aus. Obwohl Knight in der gesamten Saison 1997/98 ohne Weltcuppunkte blieb, kam er auch bei den Olympischen Winterspielen 1998 in Nagano zum Einsatz, wo er jedoch ebenfalls im ersten Durchgang ausschied.
Nach einer Knieoperation im Frühjahr 1998 kam Knight in den nächsten drei Jahren vorwiegend im Nor-Am Cup zum Einsatz, wo er einige Siege und Podestplätze erreichte. Bei seinen wenigen Weltcupeinsätzen in dieser Zeit blieb er ohne Punkte. Auch als er ab der Saison 2000/2001 wieder häufiger im Weltcup startete, konnte er sich zunächst in keinem Rennen für den zweiten Durchgang qualifizieren. Erst im Januar 2002 gewann er mit zwei 17. Plätzen in den Slaloms von Adelboden und Wengen, denen wenig später ein 21. Platz in Schladming folgte, erstmals seit fünf Jahren wieder Weltcuppunkte. Nach diesen guten Ergebnissen kam Knight auch bei den Olympischen Winterspielen 2002 in Salt Lake City zum Einsatz, wo er als Bester der US-Slalommannschaft den elften Platz erreichte. Auch im Nor-Am Cup feierte er in der Saison 2001/02 mit dem Gesamtsieg sowie dem Gewinn der Slalom- und Riesenslalomwertungen Erfolge.
Die Saison 2002/03 wurde zu Knights erfolgreichster im Weltcup. Am 24. November 2002 fuhr er mit Platz sieben im Slalom von Park City erstmals in die Top 10 und drei Wochen später erreichte er mit dem sechsten Platz im KO-Slalom von Sestriere das beste Weltcupresultat seiner Karriere. Im weiteren Saisonverlauf fuhr er noch in vier weiteren Weltcupslaloms unter die schnellsten 20, ebenso wie bei den Weltmeisterschaften 2003 in St. Moritz, wo er Elfter wurde. Im nächsten Winter erreichte Knight vier Top-20-Ergebnisse in Weltcupslaloms, wobei ein zehnter Platz in Madonna di Campiglio sein bestes Saisonergebnis war. Im Winter 2004/05 konnte er sich im Gegensatz zu den Vorjahren nur zweimal für einen zweiten Durchgang qualifizieren, weshalb er nicht bei den Weltmeisterschaften 2005 zum Einsatz kam. Nachdem er auch in den ersten Weltcuprennen der nächsten Saison ohne Ergebnis geblieben war, konnte er im Januar 2006 zunächst mit Rang 18 in Adelboden zum ersten und einzigen Mal in einem Weltcup-Riesenslalom punkten. Danach erzielte er mit den Plätzen 17 in Adelboden, 20 in Kitzbühel und 19 in Schladming drei Top-20-Ergebnisse im Slalom, womit er die Norm des US-Verbandes für eine Nominierung für die Olympischen Winterspiele 2006 in Turin erfüllte. Bei seinen dritten und letzten Olympischen Spielen belegte Knight den 18. Rang im Slalom. Nach der Saison 2005/2006 beendete er im Alter von 31 Jahren seine Karriere.

## Erfolge

### Olympische Winterspiele
- Salt Lake City 2002: 11. Slalom
- Turin 2006: 18. Slalom

### Weltmeisterschaften
- St. Moritz 2003: 11. Slalom

### Weltcup
- 3 Platzierungen unter den besten zehn

### Nor-Am Cup
- Gesamtsieg in der Saison 2001/02
- Sieg in der Slalomwertung in den Saisonen 1995/96, 2001/02 und 2004/05
- Sieg in der Riesenslalomwertung in der Saison 2001/2002

### Juniorenweltmeisterschaften
- Monte Campione 1993: 1. Slalom, 19. Riesenslalom
- Lake Placid 1994: 2. Slalom, 21. Riesenslalom

### US-amerikanische Meisterschaften
- US-amerikanischer Meister im Slalom 1996